# Leslie M. Scott
Leslie M. Scott (* 18. Februar 1878 in Portland, Oregon; † 18. Dezember 1968 ebenda) war ein US-amerikanischer Historiker, Zeitungsverleger und Politiker (Republikanische Partei).

## Werdegang
Über die Jugendjahre von Leslie M. Scott ist nichts bekannt. Sein Vater war Harvey W. Scott, ein Redakteur bei The Oregonian. Scott war Vorsitzender vom Oregon Historical Quarterly und saß 40 Jahre lang im Vorstand der Oregon Historical Society. Um 1910 erbaute er in Portland ein Haus, welches 1989 in das National Register of Historic Places (NRHP) aufgenommen wurde. Scott und sein Vater veröffentlichten die sechsbändige Reihe A History of the Oregon Country. 1939 saß er im Vorstand vom The Oregonian. Bei den Wahlen im Jahr 1940 wurde er zum Treasurer of State von Oregon gewählt und 1944 für eine weitere vierjährige Amtsperiode wiedergewählt. Er trat seinen Posten am 6. Januar 1941 an und bekleidete diesen bis zum 3. Januar 1949. Seine Amtszeit war vom Zweiten Weltkrieg überschattet. 1948 fungierte er eine Zeit lang als kommissarischer Gouverneur von Oregon. Ferner war er Präsident der Portland, Oregon Chamber of Commerce.